# Race (película)
Race (conocida en España como El héroe de Berlín y en Hispanoamérica como El triunfo del espíritu) es una película biográfica dramática deportiva sobre el atleta estadounidense Jesse Owens que ganó cuatro medallas de oro en los Juegos Olímpicos de Berlín 1936. Está dirigida por Stephen Hopkins y cuenta entre su reparto con Stephan James, Jason Sudeikis, Eli Goree, Shanice Banton, Carice van Houten, Jeremy Irons  y William Hurt.
La película se estrenó el 19 de febrero de 2016.

## Reparto
- Stephan James como Jesse Owens.
- Jason Sudeikis como Larry Snyder.
- Eli Goree como Dave Albritton.
- Shanice Banton como Ruth Solomon-Owens.
- Carice van Houten como Leni Riefenstahl.
- Jeremy Irons como Avery Brundage.
- William Hurt como Jeremiah Mahoney.
- David Kross como Carl 'Luz' Long.
- Jonathan Higgins como Dean Cromwell.
- Tony Curran como Lawson Robertson.
- Amanda Crew como Peggy.
- Barnaby Metschurat como Joseph Goebbels.
- Chantel Riley como Quincella.
- Vlasta Vrana como St. John
- Shamier Anderson como Eulace Peacock.

## Recepción
En Rotten Tomatoes la película tuvo una aprobación del 61%, basada en 131 críticas con una puntuación media de 7,8/10. En Metacritic la película tuvo una puntuación de 56 sobre 100, basada en 35 críticas.